# Najeeb Yakubu
Pour les articles homonymes, voir Yakubu.
Najeeb Yakubu, né le 1er mai 2000 à Accra au Ghana, est un footballeur international nigérien. Il évolue au poste d'arrière droit avec le FC Pristina.

## Biographie

### En club
Formé au Ghana par le club du New Town Youth, Najeeb Yakubu passe également par le Niger Tornadoes au Nigeria avant de rejoindre l'Ukraine et le club du Vorskla Poltava en septembre 2018, en même temps que Ibrahim Kane. Il y signe librement. Il joue son premier match en professionnel le 20 octobre 2018, lors d'une rencontre de championnat face au Dynamo Kiev. Il est titulaire et son équipe perd par un but à zéro.

### En équipe nationale
Avec les moins de 17 ans, il participe à la Coupe d'Afrique des nations des moins de 17 ans en 2017. Lors de cette compétition organisée au Gabon, il joue quatre matchs, tous en tant que titulaire, dont la finale perdue face au Mali (0-1).
Il dispute ensuite quelques mois plus tard la Coupe du monde des moins de 17 ans qui se déroule en Inde. Lors du mondial junior, il joue cinq matchs, tous en tant que titulaire. Le Ghana s'incline en quart de finale, une nouvelle fois face au Mali.
Le 17 mars 2022, Najeeb Yakubu est convoqué pour la première fois avec l'équipe nationale du Niger.

## Palmarès
- Finaliste de la Coupe d'Afrique des nations des moins de 17 ans en 2017 avec l'équipe du Ghana des moins de 17 ans.
- Finaliste de la coupe d'Ukraine en 2020 avec le Vorskla Poltava.